# Interactive Spectral Interpretation System
Das Interactive Spectral Interpretation System ist eine Analysesoftware, die es erlaubt, Röntgenspektren auszuwerten, wie sie in der Röntgenastronomie vorkommen. Diese Spektren können z. B. von akkretierenden Neutronensternen oder schwarzen Löchern mittels Detektoren im All aufgenommen worden sein.
Da die Empfindlichkeit dieser Detektoren von der Energie der eintreffenden Strahlung abhängt und sie ständig der starken kosmischen Strahlung ausgesetzt sind, muss dies bei der Analyse und Interpretation der Daten berücksichtigt werden, wofür ISIS spezielle Funktionen bereitstellt. Auch erfolgt das Laden der Spektren, die üblicherweise im FITS-Format vorliegen, über interne Funktionen, sodass dem Nutzer diese technischen Schritte abgenommen werden. Zudem gibt es die Möglichkeit, die geladenen Spektren mit vordefinierten physikalischen Modellen zu vergleichen.
ISIS selbst baut auf der Skriptsprache S-Lang auf. Dies erlaubt dem Benutzer sehr komfortabel eigene Funktionen zu schreiben, um beispielsweise eigene Routinen zum Laden von Daten oder Modellieren von Spektren zu schreiben. Zudem reichen meist wenige Befehle aus, um die Daten und das zu vergleichende Modell in grafischer Form ausgeben zu lassen oder in Dateien zu speichern. Dazu bedient sich ISIS der offenen Grafikbibliothek PGPLOT.